# Il y a des jours où on ferait mieux de rester au lit
Albums de Michel Delpech
Inventaire 66
(1965) Album
(1970)
Il y a des jours où l'on ferait mieux de rester au lit est le deuxième album studio de Michel Delpech, sorti en 1969.

## Liste des titres
| No  | Titre                                                  | Durée |
| --- | ------------------------------------------------------ | ----- |
| 1.  | Le Mauvais Jardinier                                   |       |
| 2.  | On ne meurt qu'une fois                                |       |
| 3.  | T'es belle comme une locomotive                        |       |
| 4.  | Les hirondelles sont parties                           |       |
| 5.  | Il y a des jours où l'on ferait mieux de rester au lit |       |
| 6.  | Le Voyage                                              |       |
| 7.  | L'Échelle                                              |       |
| 8.  | Paris à marée basse                                    |       |
| 9.  | Les Pies                                               |       |
| 10. | Élisabeth de quelque chose                             |       |
| 11. | Poupée cassée                                          |       |
| 12. | L'amitié n'existe plus                                 |       |